# Colors (canción de Jason Derulo)
«Colors» es una canción del cantante y compositor estadounidense Jason Derulo, elegida como una de las canciones de la Copa Mundial de Fútbol de 2018. La canción fue lanzada el 9 de marzo de 2018.
"Colors" no es la canción oficial de la Copa Mundial de Fútbol de 2018, sino que se trata del himno propio de Coca-Cola, uno de los principales patrocinadores de la FIFA para el Mundial. Es la tercera vez que la empresa crea su propio himno para la Copa del Mundo. En 2010, Coca-Cola presentó la canción «Wavin' Flag» por K'naan y en 2014 «La copa de todos» por David Correy.

## Información
A través de un comunicado, Derulo explicó que escribió la canción para celebrar la diversidad cultural. Es por eso que la canción incorpora un mensaje de inclusión racial y de multiculturalidad. Además, “Colors” invita a los fanáticos del fútbol a levantar los colores de sus banderas con orgullo.

## Versión en español
La versión en español de “Colors” es interpretada por el cantante colombiano Juan Luis Londoño Arias, conocido como Maluma. Dicha versión fue presentada oficialmente el 18 de marzo de 2018, en el Faena Theater en Miami, Estados Unidos. Según declaraciones de Maluma, a través de la canción, el cantante busca transmitir un mensaje de compasión, imprimiendo su sello como artista latinoamericano.
Jason Derulo cantará la canción con Maluma durante la ceremonia de inauguración de la Copa Mundial de Fútbol 2018, que se llevará a cabo en el estadio de Luzhniki, en Moscú el 14 de junio.

## Videoclip
El 15 de febrero de 2018 se publicó en el canal de YouTube de The Coca-Cola Co. un avance del video musical de la canción. En el video, Jason Derulo sostiene un balón con la marca Coca-Cola, además de representar a una campaña de Coca-Cola. El 16 de marzo de 2018 se publicó en el canal de YouTube de Derulo un video lírico de la canción. El lanzamiento del vídeo oficial fue el 11 de abril en el canal de Jason Derulo. El video de la versión con Maluma fue publicado dos días después.

## Listas
| Listas (2018)                         | Mejor Posición |
| ------------------------------------- | -------------- |
| Alemania (Media Control AG)           | 75             |
| Sweden Heatseeker (Sverigetopplistan) | 10             |
| Suiza (Schweizer Hitparade)           | 63             |